# Pasai
Samudera Pasai, známé jen jako Pasai, Pacem či Samudera, také Samudera Darussalam, byl muslimský městský stát a sultanát (případně knížectví) na severním cípu indonéského ostrova Sumatry existující od 13. do 16. století. Vznikl kolem roku 1267. Vládci měli zpravidla titul sultán. Roku 1292 se zde několik měsíců zdržel Marco Polo. Roku 1521 byl dobyt Portugalci a poté připadl Acehu.

## Historie
Ve třináctém století, v souvislosti s rozpadem Šrívidžaji a vzrůstem pirátství v jižní části Malackého průlivu, se v Indonésii střediska dálkového obchodu s Indií a Čínou přesunula na sever Sumatry. Oblast byla bohatá na zlato a dřevo, od začátku 15. století se zde pěstoval pepřovník černý. Procházel přes ni obchod mezi Indonésií a Indickým oceánem. S arabskými a indickými muslimskými kupci se šířil islám, na severní Sumatře zapustil kořeny koncem 13. století. Tehdy zde existovala knížectví Pasai a Perlak. Marco Polo zde strávil pět měsíců, o Pasai píše ve své knize. Sultanát navštívil i ibn Battúta na cestě do Číny. V polovině 14. století na Pasai zaútočil Madžapahit. Koncem 14. století se Pasai stal bohatým obchodním střediskem, větší význam si získala (od začátku 15. století) pouze Malakka na jihozápadě Malajského poloostrova.

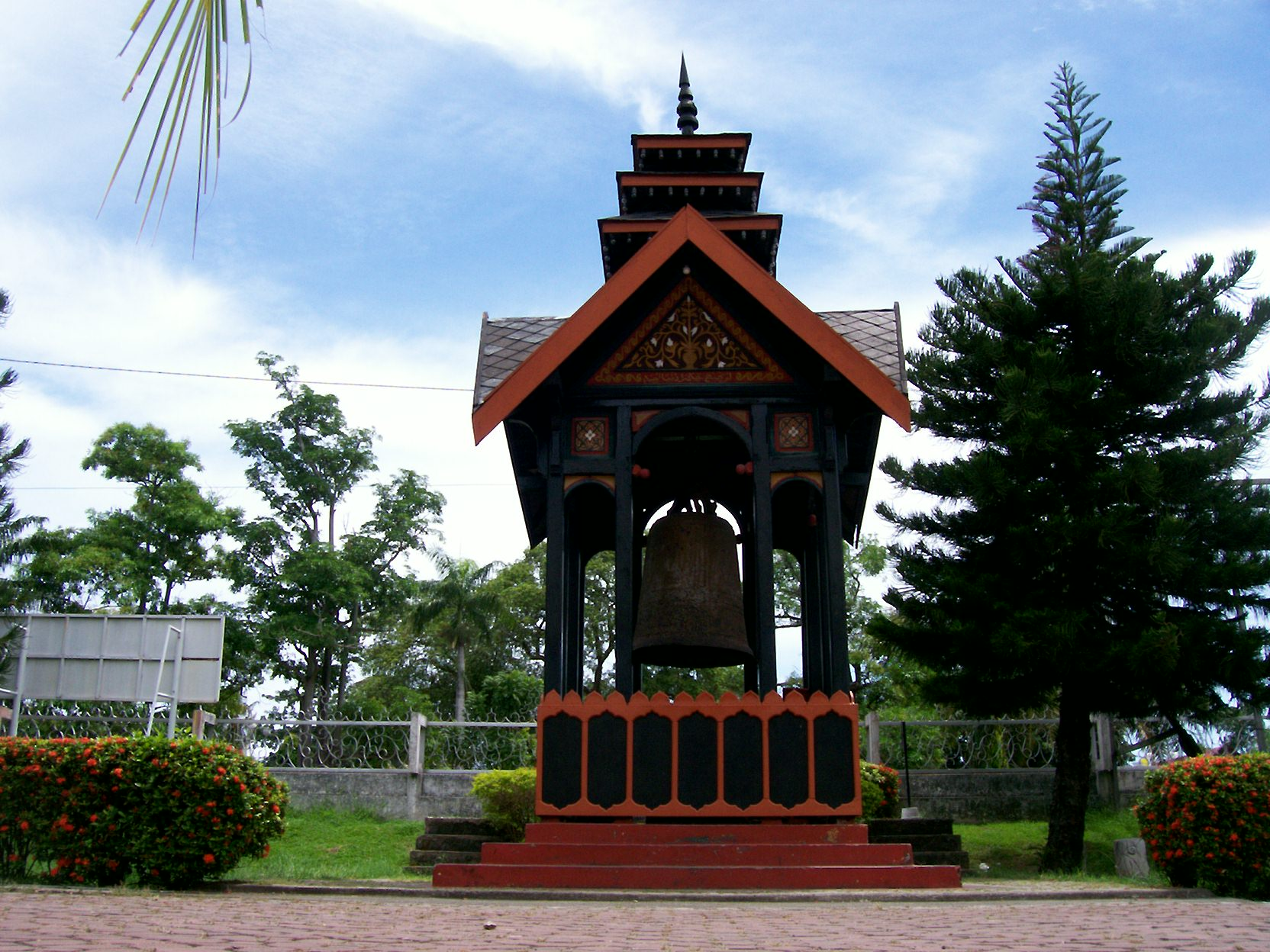
Zvon darovaný čínským cestovatelem Čeng Che v rámci jeho mořeplavby do Pasai

Ekonomický úspěch Pasaie závisel na obchodu. Muslimští kupci se účastnili vlády v Pasai od samotného počátku. Nezanedbávali ani šíření své víry, do 15. století se islám rozšířil po celé oblasti. Z Pasaie se s muslimskou kulturou šířil i místní jazyk – raná forma malajštiny – a používání upraveného arabského písma (jawi). Pod vlivem vycházejícím z Pasaie vznikaly muslimské obchodní státy na Sumatře i Jávě. Tyto státy obchodovaly s Indií i Čínou, vyvážely rýži do Malakky. Vliv muslimských kupců přiměl vládce Malakky, navzdory prestiži Šrívidžaji, přijmout islám.
Roku 1521 Pasai dobyli Portugalci, deset let po dobytí Malakky. Poté oblast připadla k Acehu.